# Adrianus (strip)
Adrianus is een komische stripreeks over een gelijknamig titelpersonage bedacht door de Nederlandse striptekenaar Eric Schreurs.
Hoofdpersoon 'Adrianus' is een luie, drankzuchtige, op seks beluste, 'sympathieke' antiheld, die bij zijn vrouw onder de plak zit.
Overdrijving, ranzigheid en grove relativerende absurdistische humor zijn kenmerkend voor deze strip. De tekeningen zijn smerig en karikaturaal. Schuttingtaal, seks, geweld, drank, ontlasting, urine, sperma, speeksel, bloed en kots komen veelvuldig voor.
In de albums verschijnen ook andere stripfiguren uit 'Espee-stal', zoals in het tweede album John Doorzon.
In het eerste album staan twee afleveringen van de strip 'De fantastische dromen van Jan Scharrebal'.

## Publicatiegeschiedenis
In 1982 verscheen het eerste album bij uitgeverij Espee.
Dit album is een bundeling van strip die eerder verschenen in het onafhankelijk stripblad 'De Vrije Balloen'.
Beide volgende albums werden ook uitgegeven door Espee.
In 1986 geeft uitgeverij CIC het tweede album opnieuw uit en in 1991 het eerste.
De eerste twee albums zijn in zwart-wit.
Het derde is gedeeltelijk ingekleurd.

## Albums
Hieronder volgt een lijst van albums:
| Nummer | Titel                                              | Uitgavejaar |
| ------ | -------------------------------------------------- | ----------- |
| 1      | Adrianus / Jan Scharrelbal                         | 1982        |
| 2      | Adrianus en John Doorzon De 4 ballen van de duivel | 1983        |
| 3      | Doe-het-zelf-dodingsgids                           | 1985        |